# 에디 그랜트
에디 그랜트(Eddy Grant, 1948년 3월 5일 ~ )는 가이아나에서 태어난 영국의 가수이자 기타리스트이다.